# یشیلیورت (توقات)
یشیلیورت (به ترکی استانبولی: Yeşilyurt) یک منطقهٔ مسکونی در ترکیه است که در استان توقات واقع شده‌است.